# 鴨巴甸街及士丹頓街交界地下公廁

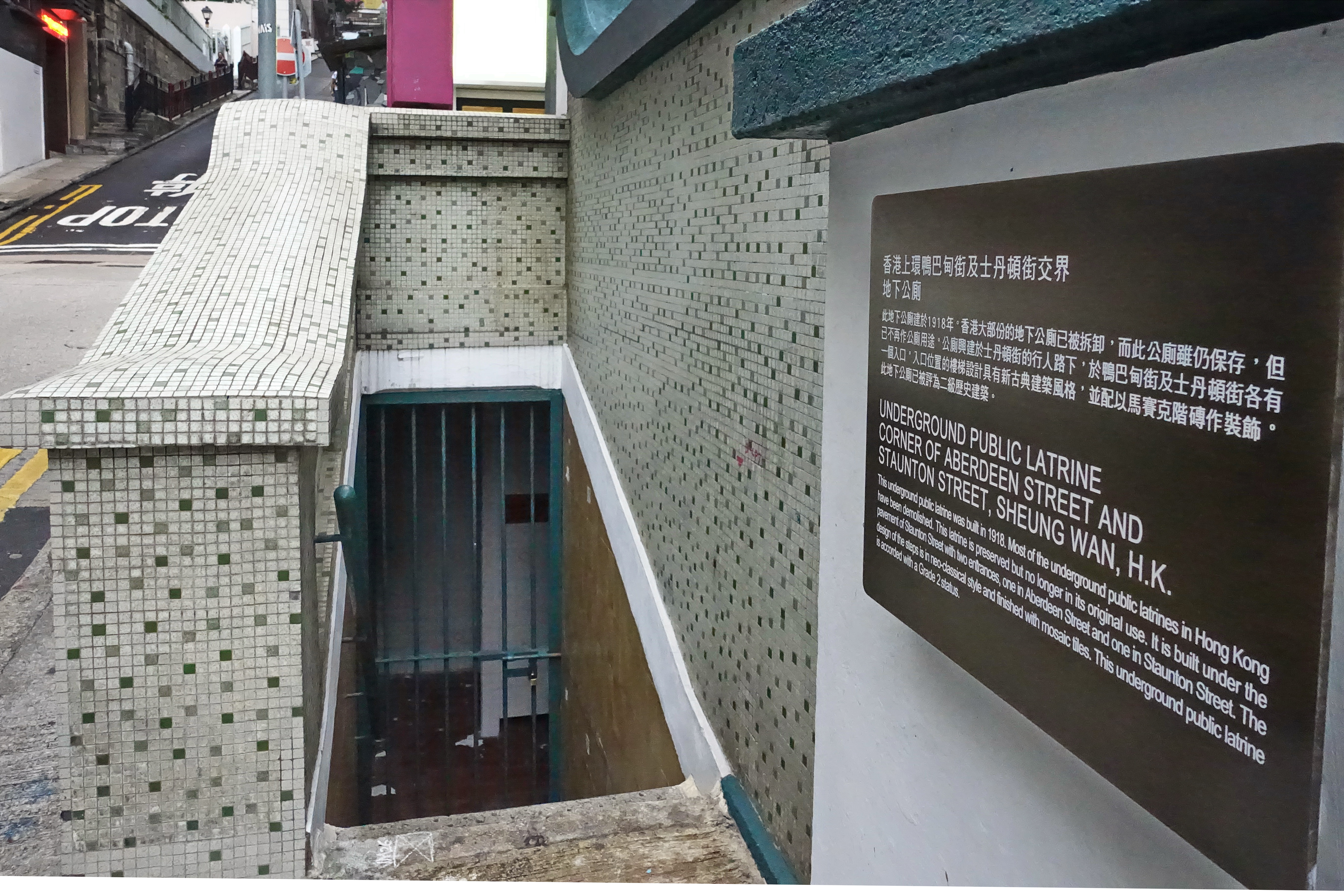
地下公廁的鴨巴甸街女廁入口

鴨巴甸街及士丹頓街交界地下公廁是香港一座已關閉的戰前公廁，位於香港島上環元創方側，1918年建成。公廁興建於士丹頓街行人路下，在鴨巴甸街及士丹頓街各有一入口。

## 特色
公廁建成時旁邊仍是位於中環鴨巴甸街及荷李活道交界的皇仁書院，也是唯一設有女廁的地下公廁。
港英政府當時為了節省地面空間，公廁因此以地底方式興建。入口位置的樓梯設計具有新古典主義建築風格，並配以紙皮石裝飾。
此公廁為香港僅存的幾個地下公廁之一，並於2011年6月15日被評為二級歷史建築（編號 N0039），為香港首個獲得歷史建築評級的公廁。
公廁建於19世紀末的太平山街鼠疫後，也是香港在1901至1942年間所建的13座公廁之一，反映政府希望改善唐樓衛生及改變當時華人倒夜香的習慣。

## 圖片

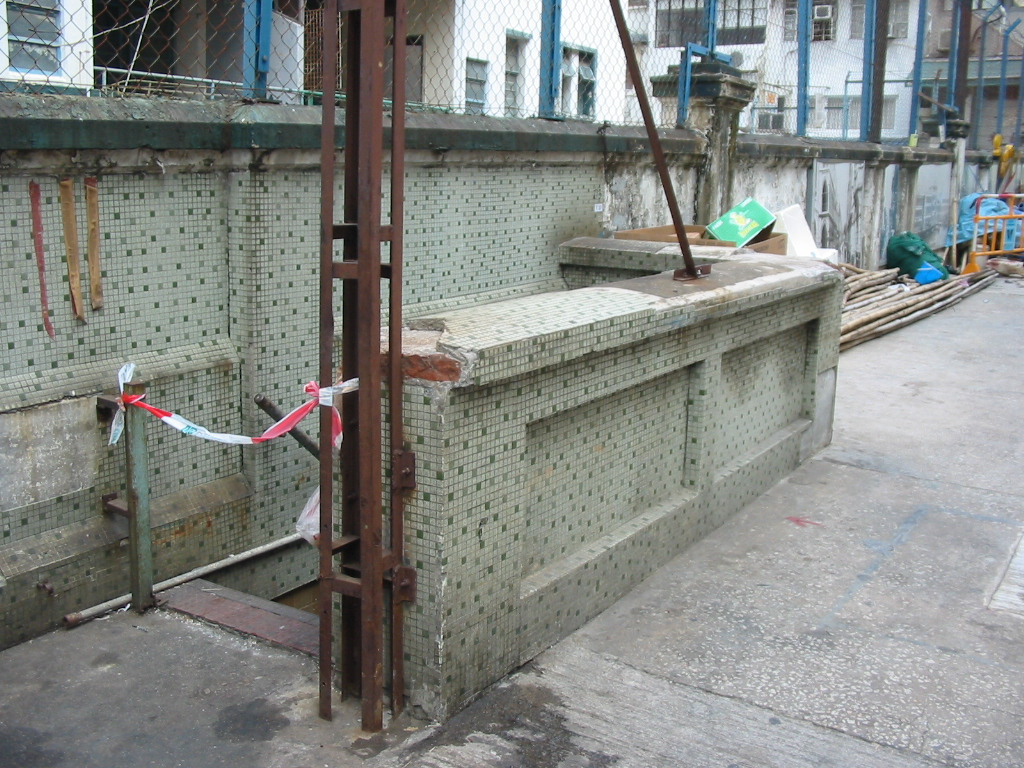
地下公廁的士丹頓街男廁入口
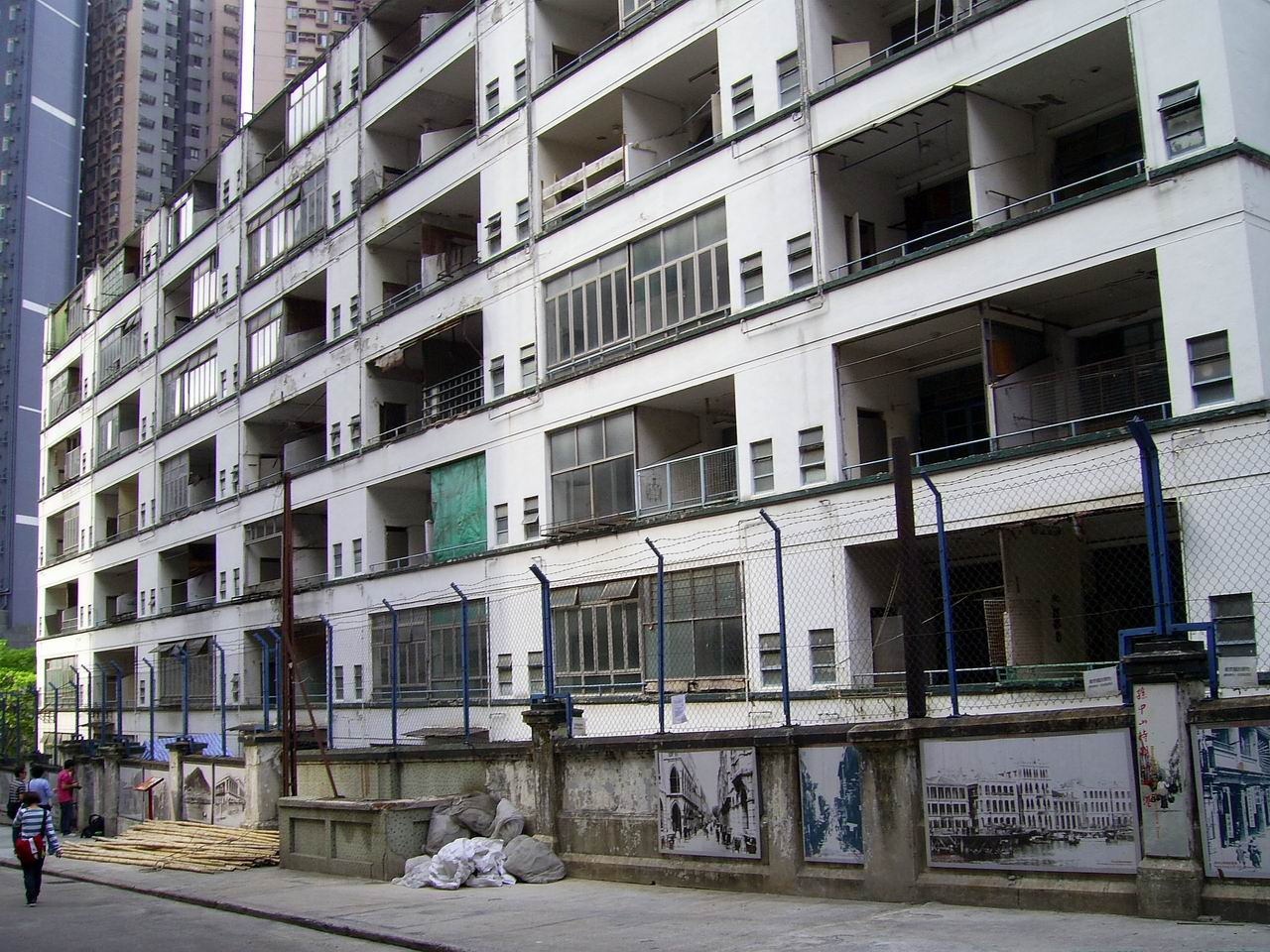
地下公廁旁曾是已婚警察宿舍
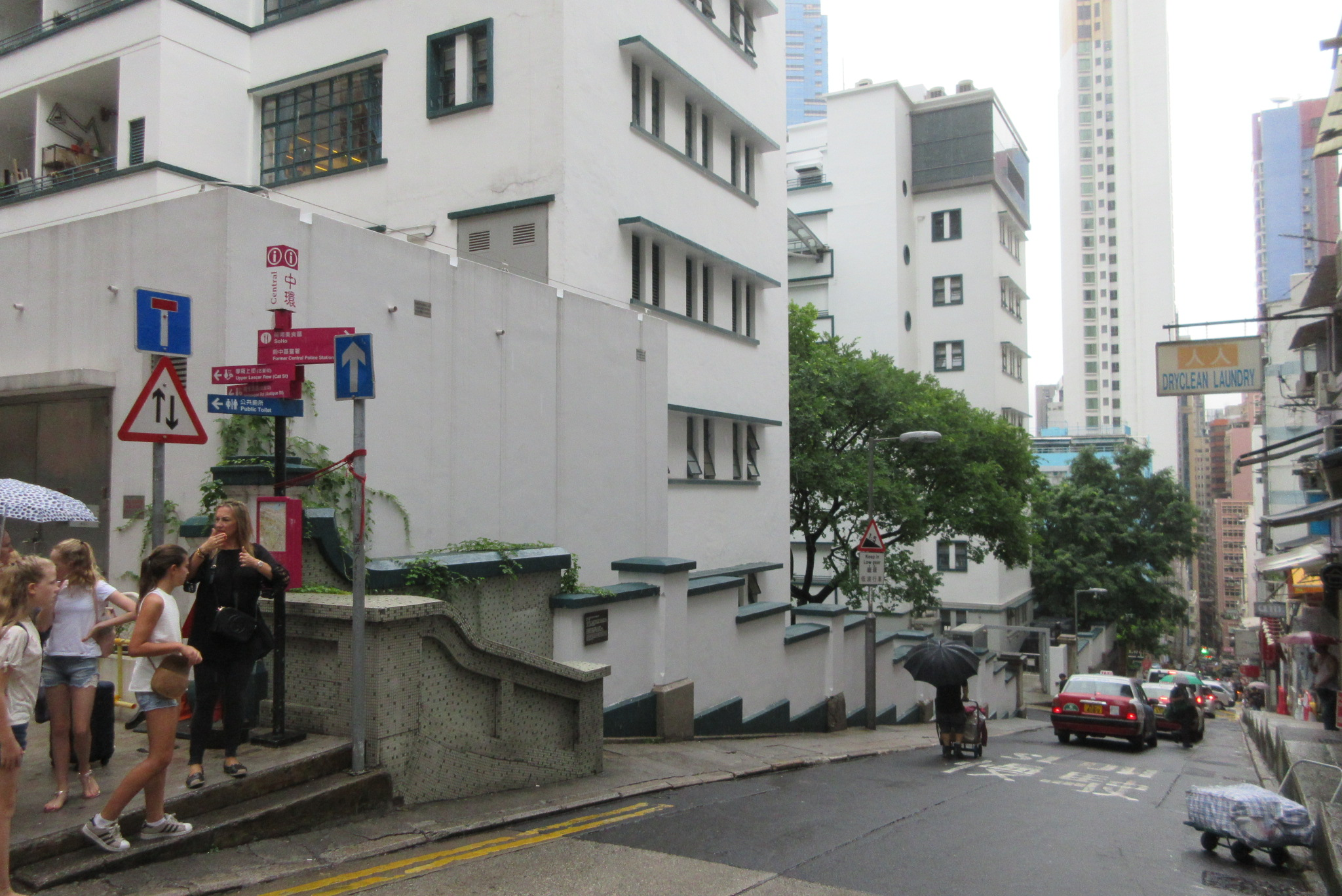
地下公廁旁現為PMQ元創方

## 外部連結
维基共享资源上的相關多媒體資源：鴨巴甸街及士丹頓街交界地下公廁